# Reginald Joseph Mitchell
Reginald Joseph Mitchell, britanski letalski konstruktor, * 20. maj 1895, Stoke on Trent † 11. junij, 1937, Southampton.
Mitchell, inženir in letalski konstruktor, je zasnoval več vojaških letal. Med njimi je bil tudi S-4 Floatplane, ki je dobil v letih 1927, 1929 in 1931 Schneiderjev pokal. Neozdravljivo bolan (rak debelega črevesa) in pričakujoč svojo smrt, je bil Mitchell v skrbeh spričo vzpona in razvoja nemškega vojnega letalstva (Luftwaffe). Leta 1936 je zgradil letalo Eight-gun Spitfire. Prototip Spifireja K5054 je 5. marca 1936 prvič vzletel z letališča Eastleigh pri Southamptonu. R. J. Mitchell je bil pri krstnem letu še prisoten. To letalo je pozneje zaslovelo kot odličen lovec in je veliko pripomoglo k zmagi v bitki za Anglijo. Winston Churchill ga je imenoval »Prvi izmed maloštevilnih«. RAF ga je iz aktivne uporabe umaknil šele na začetku 50. let.
Spitfire je danes najbolj slavno in znano, po mnenju mnogih tudi najlepše letalo vseh časov.